# Thomas Hitzlsperger
Thomas Hitzlsperger (n. 5 aprilie 1982, München) este un fotbalist german retras din activitate. Între 2004-2010 a evoluat în echipa națională de fotbal a Germaniei, pentru care a marcat șase goluri. În data 8 ianuarie 2014 și-a făcut publică homosexualitatea, devenind astfel cel mai renumit fotbalist care a făcut public un amănunt de acest fel.

## Cariera
Thomas Hitzlsperger și-a început cariera de fotbalist în 1988, la echipa de juniori a clubului VfB Forstinning, iar în 1989 a trecut la Bayern München. În anul 2000 a plecat în Scoția, în probe la formația Celtic Glasgow, însă a ajuns până la urmă în Anglia, la Aston Villa.
Debutul pentru Aston Villa a avut loc într-un meci disputat în ianuarie 2001, împotriva echipei FC Liverpool, meci pierdut cu scorul de 0-3 de echipa lui Hitzlsperger; acesta avea să fie împrumutat la Chesterfield FC, însă după doar câteva săptămâni, în care apucase să joace doar cinci partide de campionat pentru această echipă, s-a întors la Villa datorită numeroaselor indisponibilități ale formației. 
Sezonul 2002-2003, primul ca titular în formația lui Aston Villa, a fost încheiat de jucătorul german cu 26 de partide bifate în Premier League în acel sezon și 2 goluri marcate, iar Hitzlsperger a fost poreclit de către fanii lui Villa ”Der Hammer” (Ciocanul), datorită șuturilor sale foarte puternice trimise de la distanță.
Al doilea sezon petrecut ca titular la Villa a fost cel mai bun pentru Hitzlsperger, acesta apărând în nu mai puțin de 32 de partide în Premier League și marcând 3 goluri în primul eșalon fotbalistic al Angliei. După încă un sezon petrecut la formația de pe Villa Park, Hitzlsperger părăsea Anglia prin legea Bosman, după 86 de meciuri jucate în Premier League. Deși nu a evoluat nici măcar în 100 de partide oficiale pentru Villa, Hitzlsperger a rămas unul din cei mai apreciați fotbaliști de către fanii acestei echipe.
Pe 9 octombrie 2004 a debutat la în echipa națională de seniori a Germaniei, după ce fusese căpitanul formației sub 19 ani și jucase și la nivelul de tineret al aceleiași naționale. L-a înlocuit pe Bernd Schneider într-un meci disputat la Teheran, împotriva Iranului, meci câștigat de Germania cu scorul de 2-0.
În 2005, după ce a fost prezent la Cupa Confederațiilor alături de echipa națională a Germaniei, Hitzlsperger a ajuns la VfB Stuttgart. După un prim sezon bun, în care a reușit să își consolideze locul de titular în echipa din Stuttgart și a reușit să marcheze primele goluri pentru Germania în victoria zdrobitoare, 13-0, obținută în fața echipei statului San Marino, a făcut un sezon 2006-2007 excelent, la finalul căruia a devenit campion al Germaniei cu VfB Stuttgart. În acel sezon a reușit să marcheze 7 goluri în 30 de meciuri.
Anul 2006 i-a adus prima convocare la un turneu final major alături de echipa Germaniei. Deși a jucat doar un meci, finala mică împotriva echipei Portugaliei, a reușit să câștige bronzul mondial. La finalul unui sezon 2007-2008 nu prea reușit, în urma căruia a încheiat doar pe locul șase cu Stuttgart în Bundesliga, a fost convocat la Campionatul European de Fotbal din 2008.
După ce a evoluat în doar 2 meciuri în grupă, niciodată titular, a devenit titular din sferturile de finală jucate împotriva Portugaliei, iar în semifinala cu Turcia a reușit pasa la golul decisiv al lui Philipp Lahm. În finală, cu Hitzlsperger titular, Germania a pierdut titlul european în fața Spaniei.
În iulie 2008 a fost numit căpitan la VfB Stuttgart, după plecarea fostului căpitan, Fernando Meira, la Galatasaray Istanbul. Joacă un sezon pentru West Ham United care retrogradează în Football League Championship. Se retrage în 2013 de la Everton din cauza numeroaselor accidentări avute de-a lungul carierei.

## Goluri internaționale
| #  | Data              | Stadion                                 | Oponent       | Scor | Rezultat | Competiția                                             |
| -- | ----------------- | --------------------------------------- | ------------- | ---- | -------- | ------------------------------------------------------ |
| 1. | 6 septembrie 2006 | Stadio Olimpico, Serravalle, San Marino | San Marino    | 9–0  | 13–0     | Preliminariile Campionatului European de Fotbal 2008   |
| 2. | 6 septembrie 2006 | Stadio Olimpico, Serravalle, San Marino | San Marino    | 11–0 | 13–0     | Preliminariile Campionatului European de Fotbal 2008   |
| 3. | 6 iunie 2007      | AOL Arena, Hamburg, Germania            | Slovacia      | 2–1  | 2–1      | Preliminariile Campionatului European de Fotbal 2008   |
| 4. | 17 noiembrie 2007 | Allianz Arena, München, Germania        | Cipru         | 4–0  | 4–0      | Preliminariile Campionatului European de Fotbal 2008   |
| 5. | 6 februarie 2008  | Ernst-Happel-Stadion, Viena, Austria    | Austria       | 1–0  | 3–0      | Meci amical                                            |
| 6. | 6 septembrie 2008 | Rheinpark Stadion, Vaduz, Liechtenstein | Liechtenstein | 5–0  | 6–0      | Calificările pentru Campionatul Mondial de Fotbal 2010 |

## Career statistics
La match played 2 martie 2013..
|               |                 |                 | Campionat | Campionat | Cupă         | Cupă         | Cupa Ligii | Cupa Ligii | Continental | Continental | Total   | Total  |
| Sezon         | Club            | Campionat       | Meciuri   | Goluri    | Meciuri      | Goluri       | Meciuri    | Goluri     | Meciuri     | Goluri      | Meciuri | Goluri |
| Anglia        | Anglia          | Anglia          | Campionat | Campionat | FA Cup       | FA Cup       | League Cup | League Cup | Europa      | Europa      | Total   | Total  |
| ------------- | --------------- | --------------- | --------- | --------- | ------------ | ------------ | ---------- | ---------- | ----------- | ----------- | ------- | ------ |
| 2000–01       | Aston Villa     | Premier League  | 1         | 0         | 0            | 0            | 0          | 0          | 0           | 0           | 1       | 0      |
| 2001–02       | Chesterfield    | Second Division | 5         | 0         | 0            | 0            | 0          | 0          | 0           | 0           | 5       | 0      |
| 2001–02       | Aston Villa     | Premier League  | 12        | 1         | 0            | 0            | 0          | 0          | 0           | 0           | 12      | 1      |
| 2002–03       | Aston Villa     | Premier League  | 26        | 2         | 0            | 0            | 3          | 2          | 0           | 0           | 29      | 4      |
| 2003–04       | Aston Villa     | Premier League  | 32        | 3         | 1            | 0            | 5          | 2          | 0           | 0           | 38      | 5      |
| 2004–05       | Aston Villa     | Premier League  | 28        | 3         | 0            | 0            | 2          | 0          | 0           | 0           | 30      | 3      |
| Germania      | Germania        | Germania        | Campionat | Campionat | DFB-Pokal    | DFB-Pokal    | Altele     | Altele     | Europe      | Europe      | Total   | Total  |
| 2005–06       | VfB Stuttgart   | Bundesliga      | 26        | 2         | 2            | 1            | 0          | 0          | 7           | 0           | 35      | 3      |
| 2006–07       | VfB Stuttgart   | Bundesliga      | 30        | 7         | 5            | 3            | 0          | 0          | 0           | 0           | 35      | 10     |
| 2007–08       | VfB Stuttgart   | Bundesliga      | 25        | 5         | 4            | 2            | -          | -          | 2           | 0           | 31      | 7      |
| 2008–09       | VfB Stuttgart   | Bundesliga      | 32        | 5         | 2            | 0            | -          | -          | 5           | 1           | 39      | 6      |
| 2009–10       | VfB Stuttgart   | Bundesliga      | 12        | 1         | 3            | 1            | -          | -          | 5           | 0           | 20      | 2      |
| Italia        | Italia          | Italia          | Campionat | Campionat | Coppa Italia | Coppa Italia | Cupa Ligii | Cupa Ligii | Europa      | Europa      | Total   | Total  |
| 2009–10       | S.S. Lazio      | Serie A         | 6         | 1         | 0            | 0            | 0          | 0          | 0           | 0           | 6       | 1      |
| Anglia        | Anglia          | Anglia          | Campionat | Campionat | FA Cup       | FA Cup       | League Cup | League Cup | Europa      | Europa      | Total   | Total  |
| 2010–11       | West Ham United | Premier League  | 11        | 2         | 2            | 1            | 0          | 0          | 0           | 0           | 13      | 3      |
| Germania      | Germania        | Germania        | Campionat | Campionat | DFB-Pokal    | DFB-Pokal    | Altele     | Altele     | Europa      | Europa      | Total   | Total  |
| 2011–12       | VfL Wolfsburg   | Bundesliga      | 6         | 0         | 0            | 0            | –          | –          | –           | –           | 6       | 0      |
| Anglia        | Anglia          | Anglia          | Campionat | Campionat | FA Cup       | FA Cup       | League Cup | League Cup | Europa      | Europa      | Total   | Total  |
| 2012–13       | Everton         | Premier League  | 7         | 0         | 2            | 0            | 0          | 0          | 0           | 0           | 9       | 0      |
| Total         | Anglia          | Anglia          | 122       | 11        | 5            | 1            | 10         | 4          | 0           | 0           | 136     | 16     |
| Total         | Germania        | Germania        | 130       | 20        | 16           | 7            | 0          | 0          | 19          | 1           | 166     | 28     |
| Total         | Italia          | Italia          | 6         | 1         | 0            | 0            | 0          | 0          | 0           | 0           | 6       | 1      |
| Total carieră | Total carieră   | Total carieră   | 259       | 32        | 20           | 8            | 10         | 4          | 19          | 1           | 309     | 45     |

## Palmares

### Club
VfB Stuttgart
- Bundesliga: 2006–07
- DFB Pokal

Finalist: 2006–07

### Internațional
Germania
- Campionatul European de Fotbal

Finalist: 2008
- Campionatul Mondial de Fotbal

Locul 3: 2006
- Cupa Confederațiilor FIFA

Locul 3: 2005